# Fazenda da Borda do Campo
A Fazenda da Borda do Campo é uma grande propriedade em cujas terras surgiu a Freguesia de Nossa Senhora da Piedade, no município de Barbacena, no estado brasileiro de Minas Gerais.
Estabelecida em 1698 pelos bandeirantes Garcia Rodrigues Paes, em sociedade com seu cunhado Domingos Rodrigues da Fonseca Leme (também bandeirante) às margens do Caminho Novo da Estrada Real, pertenceu posteriormente ao inconfidente José Aires Gomes. 
Antônio Carlos Ribeiro de Andrada, sobrinho de José Bonifácio, casou-se com Adelaide de Lima Duarte, filha do comendador Feliciano Coelho Duarte que, à época, era proprietário da Fazenda da Borda do Campo, e bisneta de José Aires Gomes. Ele veio a falecer na fazenda em 1893.

## Histórico

### Primórdios
Garcia Rodrigues Paes e Domingos Rodrigues Leme precisavam fixar residência na região mais próxima ao ouro das Minas e a fazenda tornou-se o núcleo de povoamento que depois viria a ser o município de Barbacena e, posteriormente, o de Antônio Carlos.
Em 1749, a Coroa Portuguesa concedeu a carta de sesmaria da Fazenda Borda do Campo para José Aires Gomes. Na propriedade ainda se encontram o marco da sesmaria e o carrilhão solar com os dois relógios desenhados por Alexandre da Silva Barros, juiz de Sesmaria. Foram talhados na pedra pelo mestre João Maquieiro em 25 de julho de 1767. 
A fazenda ainda mantém a capelinha erguida para Nossa Senhora da Piedade em estilo típico das construções bandeirantes além da casa grande e sua senzala, já do século XVIII.

### Na Inconfidência Mineira
José Aires Gomes foi um dos mais ricos dos inconfidentes que, por conta da participação na conspiração contra a Coroa Portuguesa, foi deportado para a Moçambique, onde morreu esquecido. Pela Borda do Campo, circularam vários dos inconfidentes, como Joaquim José da Silva Xavier, o Tiradentes, que era amigo íntimo de José Aires Gomes.
Além de Tiradentes, também recebeu convidados ilustres como D. Pedro II e o Patriarca José Bonifácio de Andrada, que ficou hospedado ali para comemorar o “Dia do Fico” .

## Borda do Campo hoje
Hoje é propriedade do ramo mineiro da família Andradas, integrando o município de Antônio Carlos, em Minas Gerais.